# Antoni Hilczer
Antoni Hilczer (ur. 26 września 1890 w Tarnowskim Młynie lub Międzylesiu, zm. 29 marca 1938 w Radogoszczu) – polski działacz niepodległościowy oraz urzędnik.

## Życiorys
W latach 1907–1909 był zaangażowany w tajne nauczanie języka polskiego i historii Polski. W 1909 został aresztowany za działalność w Narodowym Związku Robotniczym i kolportaż nielegalnych broszur oraz działalność w bojowym oddziale NZR i pełnienie funkcji naczelnika piątki bojowej. Początkowo osadzony w areszcie przy ul. Milsza 29 oraz w areszcie przy ul. Targowej w Łodzi, a następnie w Piotrkowie Trybunalskim. Wyrokiem sądu został skazany na 9 lat katorgi. Wyrok zredukowano do 6 lat, ze względu na młody wiek Hilczera.
Powróciwszy z wygnania w 1917, został żołnierzem ochotniczym podczas wojny polsko-bolszewickiej i walczył w Brygadzie Syberyjskiej. W latach 1919–1938 pracował w wydziale podatkowym Zarządu Miejskiego w Łodzi, pod koniec życia pełniąc stanowisko referenta. W latach 20. XX w. był redaktorem odpowiedzialnym łódzkiego tygodnika „Praca” – organu prasowego Narodowej Partii Robotniczej.
Był sekretarzem NPR, członkiem NPR-Lewica, zasiadał w Zarządzie Kasy Chorych miasta Łodzi oraz należał do Stowarzyszenia Kilińczyków i Enzeterowców.

### Życie prywatne
Był synem Romana Hilczera i Walerii z domu Połatyńskiej. Jego żoną była Kazimiera z domu Leśniczak, z którą miał dwóch synów: Adama (ur. 1904) i Jana (ur. 1904). Mieszkał przy ul. Podmiejskiej 16 w Łodzi. Zmarł w szpitalu na Radogoszczu.
Został pochowany na cmentarzu św. Anny na Zarzewie.

## Odznaczenia
- Krzyż Niepodległości (1932)[10][4],
- Medal Pamiątkowy za Wojnę 1918–1921,
- Odznaka honorowa „Za walkę o szkołę polską”[4].